# Ricardo Blas Jr
Ricardo Blas Jr (né le 19 octobre 1986 à Tamuning) est un judoka de Guam qui a participé aux Jeux olympiques d'été de 2008 et de 2012 dans la catégorie des plus de 100 kg. Avec un poids de 218 kg, c'est le plus lourd athlète de l'histoire des Jeux olympiques modernes et surnommé “la petite montagne”.

## Jeunesse
Son père est le judoka Ricardo Blas, ayant concouru aux Jeux Olympiques de Séoul, est désormais président du comité olympique de Guam.

## Participation aux Jeux olympiques
En 2008, il est le porte-drapeau de la délégation de Guam et perd son premier combat contre le Géorgien Lasha Gujejiani.
En 2012, il perd son second combat contre le Cubain Óscar Brayson.